# Jeunes Patriotes
Die Jeunes Patriotes, Congrès Panafricain des Jeunes et des Patriotes, Junge Patrioten oder kurz COJEP sind eine Jugendorganisation in der Elfenbeinküste. Sie werden von Charles Blé Goudé angeführt. Die COJEP wurden während des Bürgerkriegs 2002–2007 gegründet.
Die Jeunes Patriotes werden beschuldigt als Laurent Gbagbos Schlägertruppe zu agieren. So sollen sie Brände legen, Morde begehen, plündern, Straßensperren errichten und Angst verbreiten.